# Ave Fénix (álbum de Raphael)
Ave Fénix es el título de un álbum de estudio grabado por el intérprete español Raphael. Fue lanzado al mercado bajo el sello discográfico Sony Discos el 12 de mayo de 1992. El álbum fue dirigido y producido por el desaparecido compositor y productor musical argentino-mexicano Bebu Silvetti. Este material discográfico contiene 10 canciones. El álbum obtuvo una nominación para el Premio Grammy al Mejor Álbum de Pop Latino en la 35°. edición anual de los Premios Grammy celebrada el miércoles 24 de febrero de 1993, pero perdió contra Otro día más sin verte de Jon Secada.

## Lista de canciones
| Ave Fénix |                                |                                   |          |  |
| N.º       | Título                         | Escritor(es)                      | Duración |  |
| 1.        | «Ave Fénix»                    | Alberto Cortez                    | 4:56     |  |
| 2.        | «Una locura»                   | José Luis Perales                 | 5:03     |  |
| 3.        | «Tarántula»                    | Angie Chirino · Willy Chirino     | 4:20     |  |
| 4.        | «Si supieras»                  | Manuel Alejandro · Ana Magdalena  | 4:10     |  |
| 5.        | «No soy romántico»             | Sylvia Riera · Bebu Silvetti      | 3:00     |  |
| 6.        | «Escándalo»                    | Willy Chirino                     | 5:04     |  |
| 7.        | «Comienzame a vivir»           | Manuel Alejandro · Ana Magdalena  | 3:46     |  |
| 8.        | «La mujer más bella del mundo» | Pablo Pinilla                     | 4:53     |  |
| 9.        | «América»                      | José Luis Perales                 | 4:50     |  |
| 10.       | «El amor es algo maravilloso»  | Paul Francis Webster · Sammy Fain | 3:12     |  |

- Datos: Q108596297